# Январское восстание в Киеве
Январское восстание в Киеве (16 [29] января — 22 января [4 февраля] 1918 года) — восстание сторонников советской власти против провозгласившей независимость Центральной рады Украинской Народной Республики (УНР). Восстание началось на заводе «Арсенал».

## Предыстория
22 января, за неделю до начала восстания, Центральная Рада провозгласила полную независимость Украины от любых внешних сил.

## Силы сторон

### Центральная рада

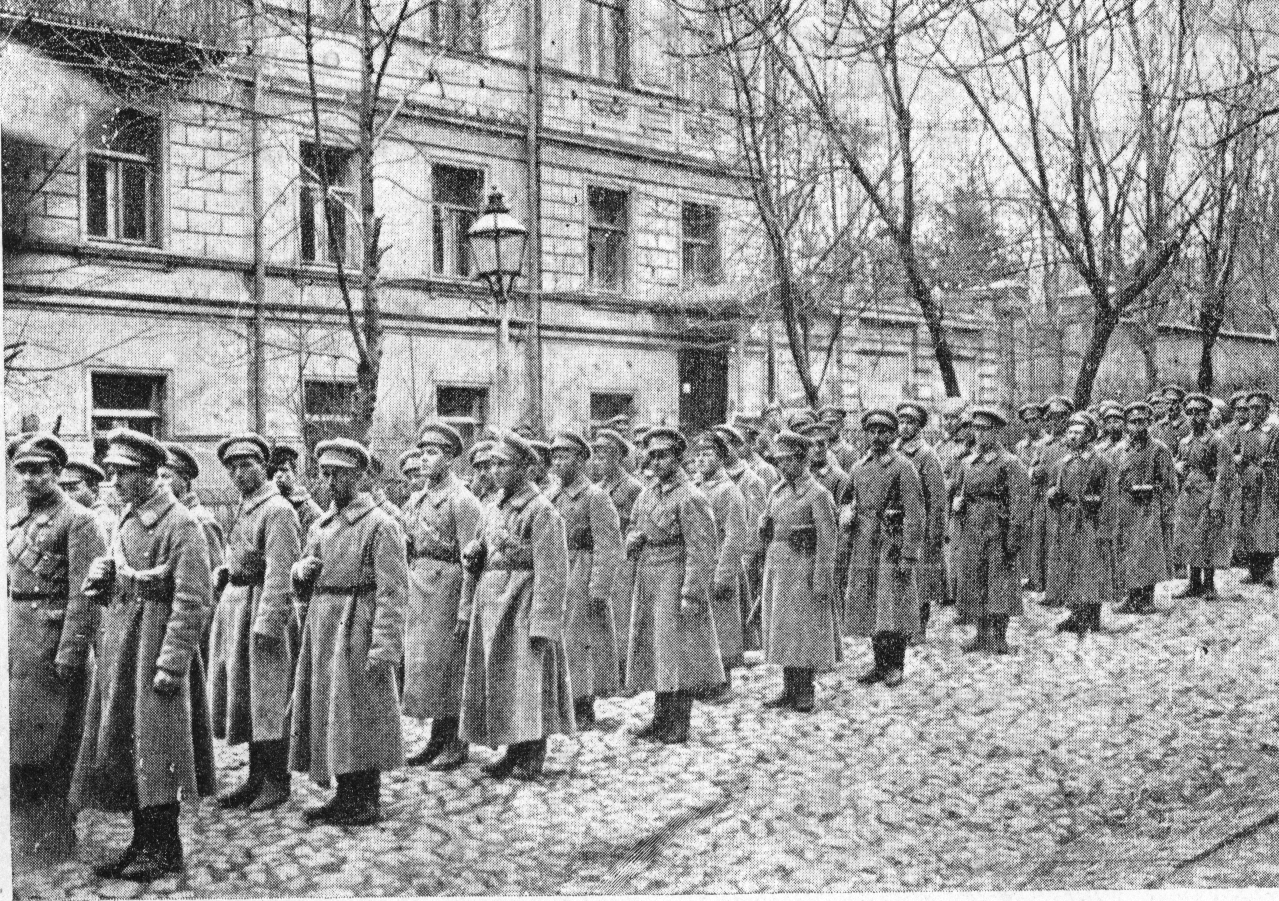
Сотня Сечевых стрельцов во время подавления восстания. Киев, январь 1918 года

Ко времени начала восстания в распоряжении Центральной рады в Киеве было около 2000 штыков и 3 бронеавтомобиля под двойным командованием особого коменданта Киева атамана Михаила Ковенко и начальника его штаба полковника Георгия Глебовского, а также начальника Киевского военного округа сотника Николая Шинкаря и начальником его штаба хорунжего Самойленко. По данным историка Ярослава Тинченко их приблизительный состав был таковым:
- Богдановский полк — до 500 штыков, из которых в боях на стороне Центральной рады приняли участие около 300. Командир — поручик Александр Шаповал;
- Полуботковский полк — до 800 штыков, из которых в боях на стороне Центральной рады приняли участие не менее 200;
- Богунский полк — более 200 штыков, из которых в боях на стороне Центральной рады приняли участие 95 (35 старшин и 60 казаков). Командир — сотник Дышлевский;
- Гордиенковский полк[укр.] — 400 штыков только прибывших в Киев и принявший участие в боях на стороне Центральной рады в полном составе. Командир — полковник Генерального штаба Всеволод Петров;
- Курень Сечевых стрельцов — 340 штыков (2-я пешая и пулемётая сотни — 320 военных и 8 пулемётов, а также присоединённые кадры 2-й студенческой сотни — 20 студентов и гимназистов во главе с полковником Василием Сварикой[укр.]). Командир — хорунжий Евгений Коновалец;
- Черноморский курень — до 150 матросов Черноморского флота, изначально занявших нейтралитет, но в дальнейшем почти в полном составе принявших участие в боях на стороне Центральной рады;
- Вольное казачество — около 550—600 штыков, из которых:
  - Днепровская сотня — 60 штыков (рабочие завода Гретера и Криванека);
  - Железнодорожная сотня — до 50 штыков (служащие станции Киев II-Товарный);
  - Сотня станции Киев I-Пассажирский — более 100 штыков;
  - Ровненская сотня — 40—60 штыков;
  - Екатеринославская сотня — 40—60 штыков;
  - Подольская сотня — 60—70 штыков;
  - Лукьяновская сотня — 60—70 штыков;
  - Шулявская сотня — 60—70 штыков;
  - Святошинская сотня — 60—70 штыков;
- Общественные отделы — 77—87 штыков. Подразделения созданные из служащих учреждений Центральной рады:
  - Подразделение работников Телеграфа и Главпочтамта — 20—35 штыков. Командир — генеральный секретарь почт и телеграфа Никита Шаповал;
  - Подразделение работников администрации Центральной рады (Отряд Еремеева) — 15—20 штыков. Командир — деятель Центральной рады Еремеев;
  - Подразделение работников Военного секретариата — 37 штыков (в основном офицеров). Командир — заместитель генерального секретаря военных дел полковник Александр Жуковский;
- Броневые части — 3 бронеавтомобиля, 2 из которых были вооружены пулемётами, а 1 — пушкой. Командир — поручик Ф. Борковский.

Вечером 19 января в Киев прорвался отряд под командованием Симона Петлюры (около 900 человек при 8 пушках), тогда же из Житомира прибыл и Черноморский матросский украинский курень. 20 января к сторонникам Центральной рады присоединился Офицерский республиканский отряд (150 человек), сформированный полковником Петром Болбочаном из ненавидящих власть большевиков русских офицеров, и боевая дружина Киевского отдела Польской военной организации (50 человек).

### Большевики

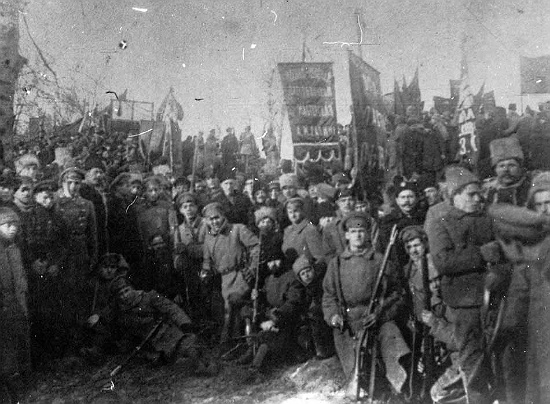
Группа вооружённых рабочих. Киев, январь 1918 года

Перед началом восстания, 15 января, на заводе «Арсенал» собранием революционных сил был создан Революционный комитет (во главе с членом ЦИК Александром Горвицем, Ипполитом Фиалеком, Костюком, Пивнем и Лебедевым) и Революционно-военный штаб (во главе с лидером сагайдачников солдатом Силой Мищенко, арсенальцем Костюком и руководителем Подольской сотни Кочергиным) для руководства восстанием. Прибывшие стали основными защитниками завода, по данным историка Ярослава Тинченко их силы были таковыми:
- Рабочие завода — около 300 штыков;
- Подольская сотня — 100 штыков (красногвардейцы Днепровского пароходства, водопроводной станции, судостроительной верфи и обувной фабрики Матиссона). Руководители — большевики Возняк, Гадось, Щербаков и Кочергин;
- Демиевский отряд — 100 штыков (красногвардейцы снарядного завода и обмундировальных мастерских) вооружённых непосредственно на «Арсенале»;
- Подразделения из солдат регулярных полков — 100—150 штыков (большевизированные подразделения Богдановского, Шевченковского и имени Сагайдачного полков).

В целом — 600—700 штыков.
Понтонный батальон изначально занял вооружённый нейтралитет, однако в дальнейшем поддержал арсенальцев.
В других частях Киева также были сформированы отряды Красной гвардии:
- Шулявская красная гвардия — 350 штыков, имевших на вооружении 500 винтовок, 2 пулемёта и множество пистолетов. В основном состояла из рабочих завода Гретера и Криванека;
- Демиевская красная гвардия — 200 штыков, имевших крайне мало вооружения. Состояла из рабочих снарядного завода, трамвайных мастерских и других предприятий;
- Подольская красная гвардия — 250 штыков. Состояла из двух сотен сформированных из 200 работников обувной фабрики Матиссона, судостроительной верфи, лесопильного, пивоварного[укр.], дрожжевого заводов, союза грузовых перевозчиков и др. и 50 бойцов Полка имени Сагайдачного под руководством Кугеля, Цимберга и Сивцова.

Большевики из Главных железнодорожных мастерских присоединились к восстанию лишь через значительный промежуток времени и крайне неорганизованно.
Всего численность Красной гвардии во время восстания составляла более 1400 человек, общая численность восставших — 2200 человек и 2 броневика.

### Позиция других вооружённых групп
Во время восстания из 4-тысячного гарнизона Киева 50 % солдат заняли нейтралитет, продавали оружие и патроны восставшим и выжидали исхода битвы. В полном составе не участвовали в противостоянии Полк имени Грушевского (800 штыков), Полк имени Шевченко (800 штыков), Конный полк «Свободной Украины» (300 сабель) и только что вернувшийся в Киев Самокатный батальон (400 штыков).
Бойцы Бельгийского автоброневого дивизиона, имевшего на вооружении не менее 10 бронеавтомобилей, заняли вооружённый нейтралитет, встав на пути к Святошино и угрожая применить оружие ко всем, кто осмелится их задеть.
В то же время изначально в боях не участвовали и большевики-железнодорожники. В Главных железнодорожных мастерских было крайне сильно влияние национальных сил, ввиду чего большевики-железнодорожники (в том числе и часть их дружины красногвардейцев насчитывавшей 100 штыков) отвергли план большевиков «Арсенала» и Подола поднять вооружённое восстание и предприняли лишь мирный протест — забастовки (чем фактически обрекли повстанцев Подола). Более того, их руководство пыталось вести переговоры с украинским комендантом станции Киев I-Пассажирский, закончившиеся, правда, безрезультатно. Лишь 30 красногвардейцев-железнодорожников пришли на помощь восставшим Шулявки 16 января. 18 января железнодорожники вместе с остатками шулявцев атаковали нейтральный Полк имени Грушевского и выбили его с центрального вокзала, ночью этого же дня ограбили Киевский кадетский корпус. Столкновения между большевиками-железнодорожниками и частями Центральной рады начались лишь 20 января.

## Ход восстания
Центром подготовки к вооружённому восстанию стал завод «Арсенал».
5 (18) января 1918 года отряды Вольного казачества изъяли из «Арсенала» большое количество оружия, провели обыски на предприятиях города, арестовали ряд большевистских деятелей. Был закрыт орган Киевского комитета РСДРП(б) газета «Голос социал-демократа». На «Арсенале» планировалось вывезти запасы угля, что должно было привести к остановке производства и закрытию завода.
9 (22) января Центральная рада провозгласила IV Универсал (утверждён 12 [25] января Малой Радой), которым УНР провозглашалась независимой и суверенной страной.
15 (28) января рабочие завода «Арсенал» провели митинг и решили оказать сопротивление властям. С помощью солдат Шевченковского полка, охранявшего склад конфискованного оружия, оружие было возвращено на завод. В тот же день стало известно о найденном в Днепре трупе зверски убитого председателя ревкома большевика Леонида Пятакова и на совместном заседании Киевского комитета РСДРП(б) с городским советом рабочих и солдатских депутатов в помещении Коммерческого института, арсенальцы предложили немедленно начать восстание. Присутствующие на заседании делегаты от двух полков пообещали его поддержать. Собрание избрало для руководства ревком в составе Яна Гамарника, Александра Горвица, Андрея Иванова, Исаака Крейсберга и других. Штаб восстания разместился по улице Большой Васильковской, 47.
Восстание началось в 3 часа ночи 16 (29) января выступлением на заводе «Арсенал». К нему присоединились рабочие других предприятий города, часть солдат из Богдановского, Шевченковского полков и полка имени Сагайдачного.
Утром 16 (29) января представители Киевских советов рабочих и солдатских депутатов вручили Центральной Раде требование восставших передать власть советам. Центральная Рада требования отклонила. С вечера в городе возобновились вооруженные столкновения. Главные силы восставших сосредоточивались вокруг «Арсенала» на Печерске, очаги восстания с отдельным руководством возникли также на Шулявке, Демиевке, Подоле. Восставшие захватили железнодорожную станцию Киев-Товарный, мосты через Днепр, Киевскую крепость и несколько складов оружия. Красногвардейцы Подола захватили Старокиевский полицейский участок и гостиницу «Прага» неподалёку от Центральной Рады.
17 (30) января повстанцами был занят центр Киева, в городе началась всеобщая забастовка, прекратили работу водопровод, электростанция, городской транспорт.
Центральная Рада оказалась неспособной навести порядок в столице. В городе почти не было лояльных ей войск, против восставших воевали лишь отдельные подразделения Богдановского, Полуботковского, Богунского полков, а также Галицко-Буковинский курень Сечевых стрельцов, боевая дружина Киевского отдела Польской военной организации и Вольное казачество. Часть войск выступила на стороне большевиков, большинство — держали нейтралитет. В Киеве находилось до 20 тыс. солдат и офицеров старой русской армии, которые оставались сторонними наблюдателями.
В то же время, 15−25 января (28 января−7 февраля) в Киеве проходило VIII собрание Центральной рады. 19 января (1 февраля) рада обратилась к киевлянам с воззванием, в которой сообщала, что она контролирует ключевые учреждения города, призвала рабочих прекратить забастовку и обещала решение насущных потребностей рабочих, проведение социально-экономических реформ.
19 января (1 февраля) в Киев прибыли Гайдамацкий кош Слободской Украины под командованием Симона Петлюры и 1-я сотня куреня сечевых стрельцов под командованием Романа Сушко, которые отступали под ударами войск Михаила Муравьёва, и Гордиенковский полк Северного фронта полковника Всеволода Петрова. 20 января (2 февраля) восстание на улицах Киева было подавлено, держался только его главный оплот — завод «Арсенал».
После кровопролитного штурма завод был взят войсками Симона Петлюры (в штурме участвовали казаки Гайдамацкого коша Слободской Украины и 1-я сотня куреня Сечевых стрельцов) утром 22 января (4 февраля). После подавления восстания было расстреляно более 300 его участников.
Всего во время восстания погибло более 1500 человек. В феврале 1918 года после установления в Киеве Советской власти около 750 из них были с почестями перезахоронены в братских могилах в Мариинском парке.

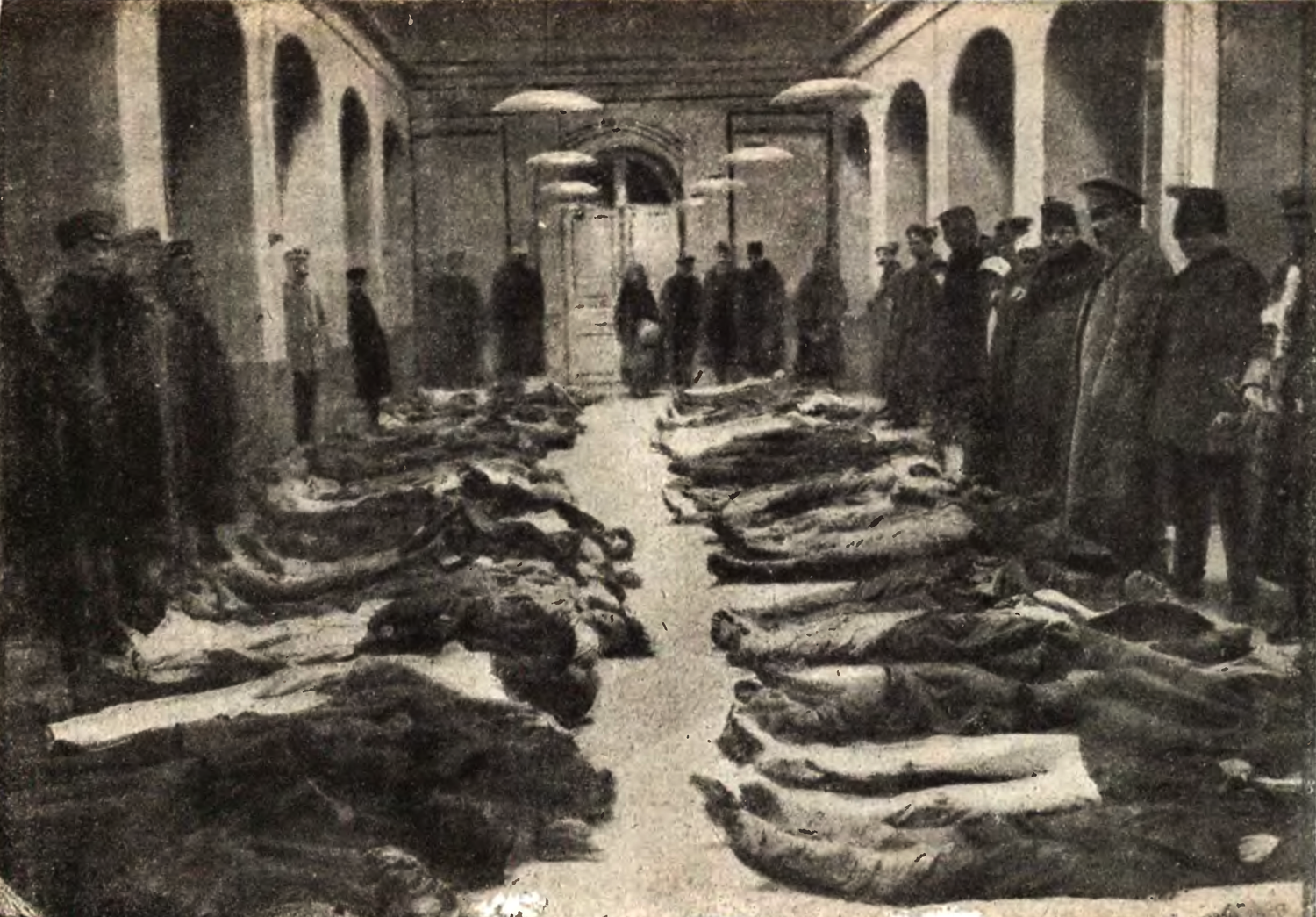
Расстрелянные участники восстания. Киев, январь 1918 года
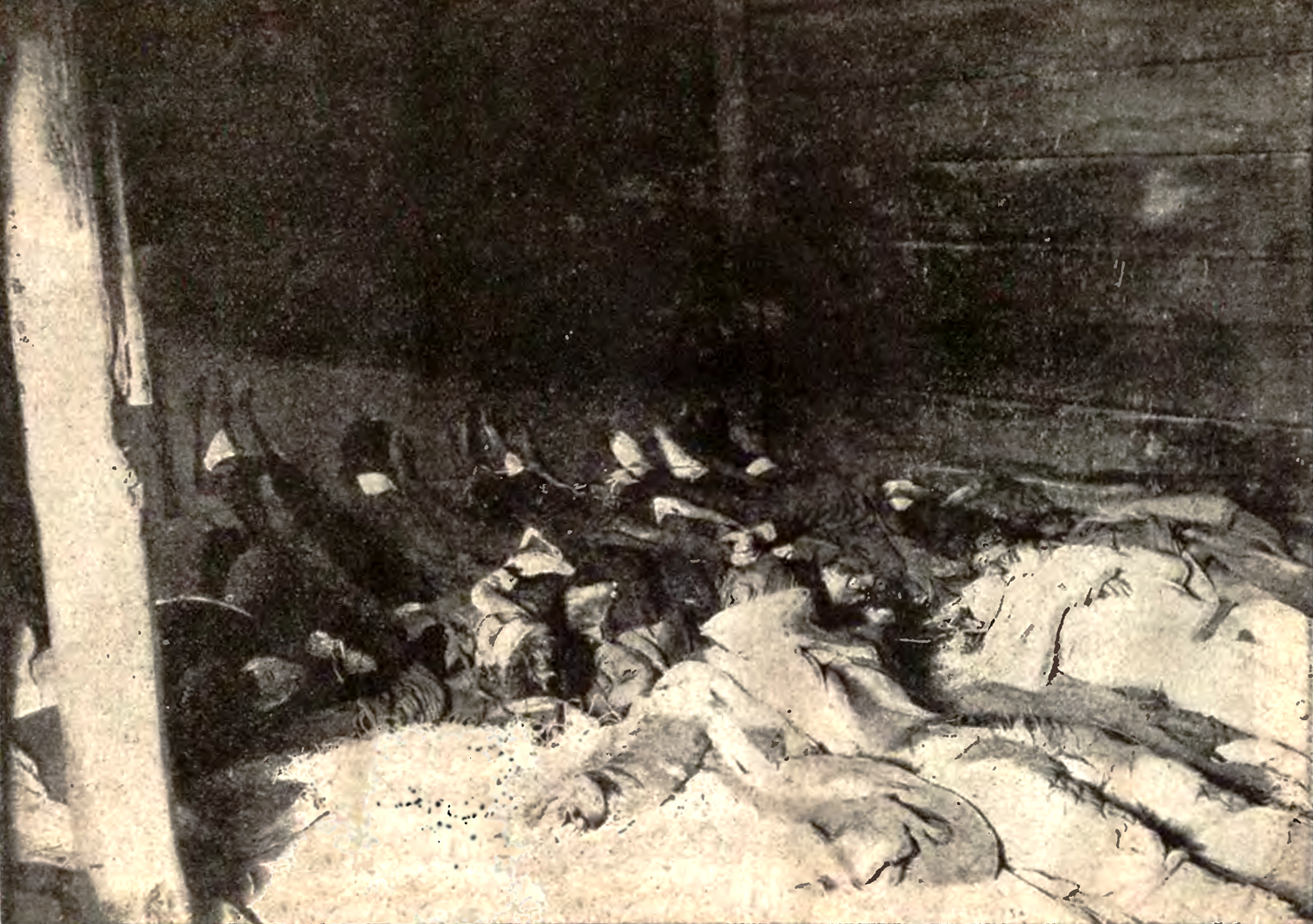
Рабочие, расстрелянные по приказу Центральной Рады. Киев, январь 1918 года
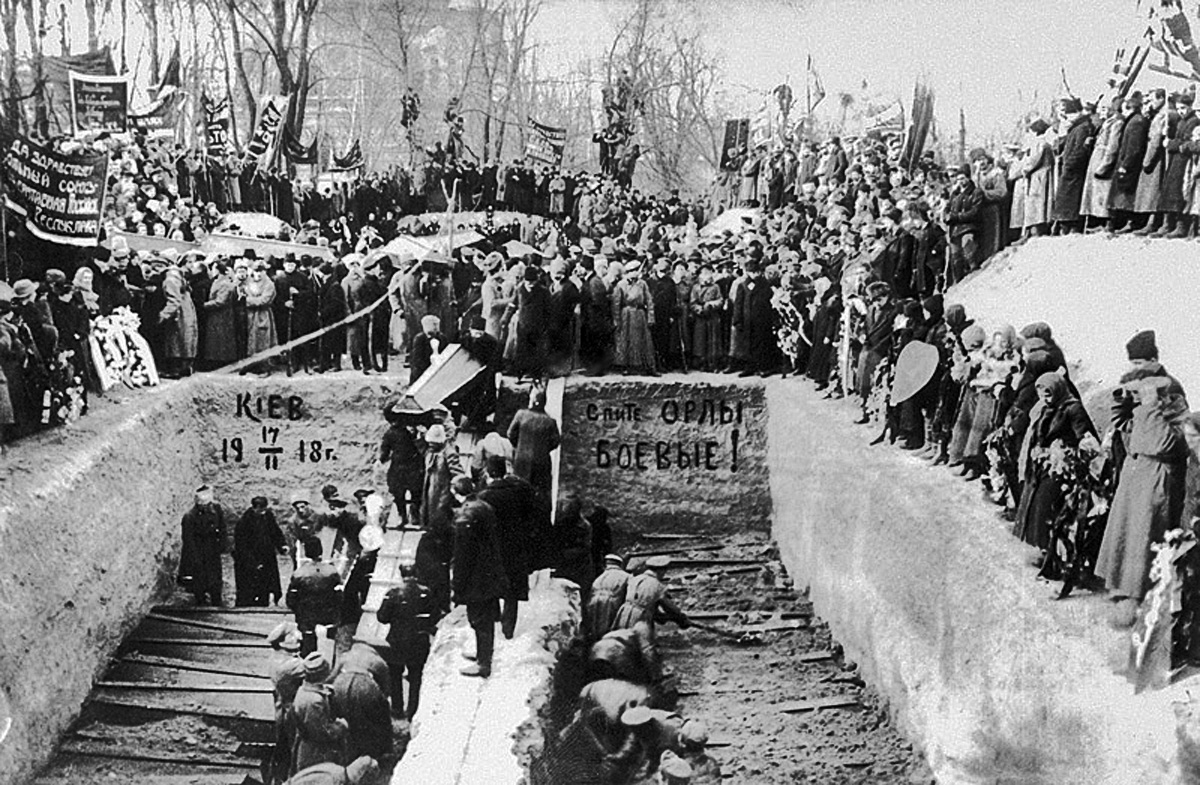
Похороны участников восстания. Киев, 17 февраля 1918 года
Барельеф на братской могиле участников восстания

## Память

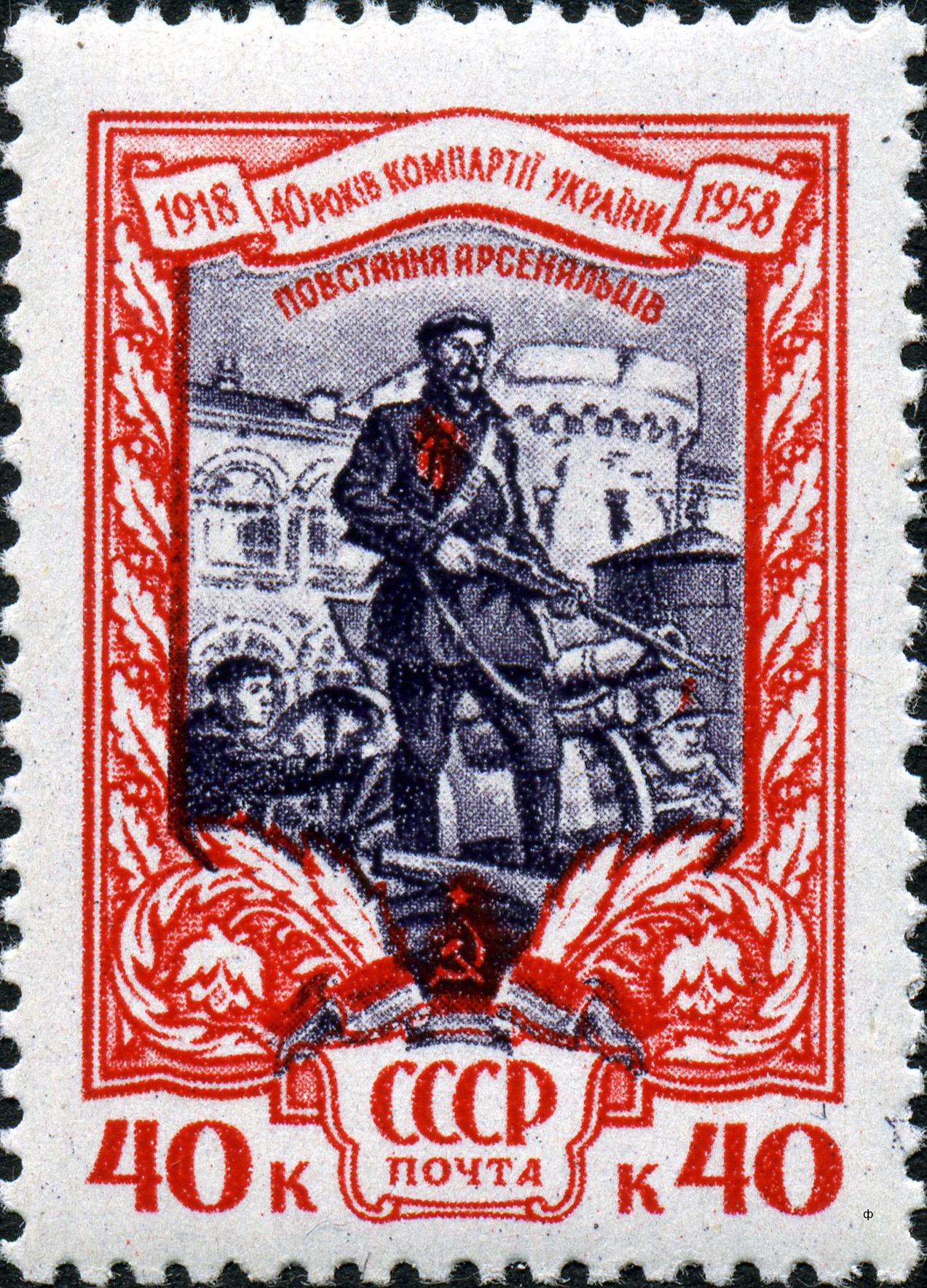
Почтовая марка СССР, 1958 год

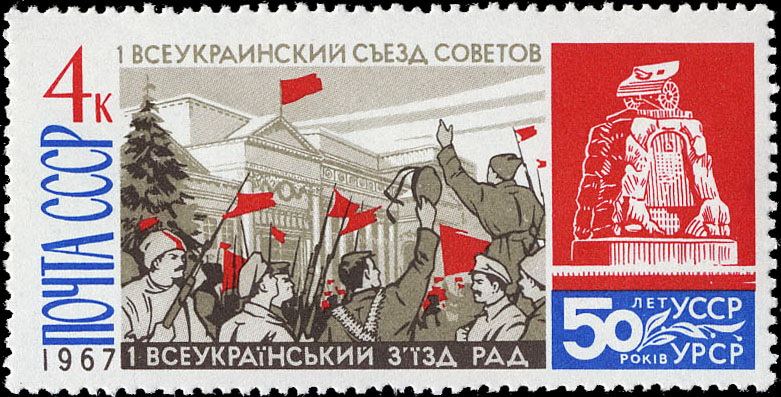
Почтовая марка СССР, 1967 год

- В Киеве в Мариинском парке установлен памятник на братской могиле участников Январского восстания 1918 г. Памятник демонтировали 23 декабря 2023.
- В 1958 и 1967 годах были выпущены почтовые марки СССР, посвященные восстанию «Арсенальцев» в Киеве.
- Улица Ивана Мазепы с 1919 по 2007 годы именовалась улица Январского восстания.
- Улица Евгения Маланюка[укр.] с 1961 по 2016 годы именовалась в честь участника Январского восстания, начальника отряда по борьбе с бандитизмом С. Г. Сагайдака.
- Знак «Герою январских событий 1918 года».
- Название «Герои Арсенала» носил сухогруз, затонувший в Керченском проливе 19 апреля 2017 года со смешанным российско-украинско-грузинским экипажем.
- В 1960 году на станции метро «Арсенальная» Киевского метрополитена в торце среднего зала был установлен барельеф, посвященный участникам Январского восстания. Барельеф был демонтирован в конце 1990-х, до нынешних дней не сохранился.